# Звон (альбом Андрея Сапунова)
«Звон» (в некоторых изданиях «Чёлочки-косички») — дебютный сольный альбом Андрея Сапунова, записанный совместно с музыкантами группы «СВ» и выпущенный в 1993 году. В 1994 году был издан на компакт-дисках в рамках «Коллекции СВ» под заголовком «Я знаю» с немного отличающимся списком песен.

## Об альбоме
С появлением существенных трудностей в организации масштабных выступлений, вызванных экономической ситуацией в Советском Союзе, в коллективе «СВ» наступил кризис. В 1990 году Алексей Романов, Евгений Казанцев и Юрий Китаев откололись и образовали собственное трио, но не сумели достигнуть поставленных целей. В итоге Казанцев ушёл играть к Петру Мамонову, а Китаев временно снизил концертную активность.
На смену всем трём в «СВ» пришёл известный, благодаря участию в «Воскресении», вокалист и музыкант Андрей Сапунов. К тому времени распался его проект «Лотос», оставивший после себя всего одну пластинку и несколько свежих демо-записей песен, вышедших на магнитоальбоме в 1990 году и впоследствии перезаписанных для официального релиза сразу двух исполнителей — «СВ» и лично Сапунова.
Альбом открывает фрагмент второго действия балета П.И. Чайковского «Лебединое озеро», вшитый в композицию «Я знаю». Заглавным треком стал знаменитый хит Сапунова на стихи Александра Слизунова «Звон», ранее исполнявшийся на концертах «Лотоса». Песня «Народная» (в издании 1994 года — «Русская») имеет соответствующее происхождение: слова были записаны Андреем у исполнительницы народных песен Аграфены Глинкиной во время одной из фольклорных экспедиций по российской глубинке. В ходе сессий 1991 года музыканты «СВ» также записали ремейк композиции «Пили и курили» с их давней пластинки «Московское время».
Диск стал первым плодом работы «СВ» совместно с барабанщиком «Аракса» Анатолием Абрамовым и клавишником Андреем Миансаровым — другом и коллегой Сапунова со времён его участия в ВИА «Самоцветы». Большинство текстов песен написал Александр «Фагот» Бутузов.
Вскоре Сапунов отделился от «СВ», влившись в вышеупомянутое трио Алексея Романова. Однако в 1992 году он воссоединился с группой для записи песни «Молитва» («Секрет бытия») на стихи Варлама Шаламова и музыку Александра Чиненкова. Впервые она была исполнена Андреем в декабре 1992 года на сцене СК «Олимпийский» в рамках V фестиваля «Рождественские встречи», вместе с его сольной композицией «Если желанья бегут словно тени...» («Жизнь»). Последняя чередуется с песней «Пили и курили» на разных изданиях альбома и является единственной, опубликованной в том же самом виде, что и ранее на магнитоальбоме «Лотоса».
Фотографии к обложкам обоих дисков выполнил Михаил Безбородов.

## Список композиций

### «Звон» (1993)
Вся музыка написана Андреем Сапуновым, за исключением отмеченной композиции.
| №                   | Название                            | Текст песни         | Длительность |
| ------------------- | ----------------------------------- | ------------------- | ------------ |
| 1.                  | «Я знаю»                            | А. Бутузов          | 5:15         |
| 2.                  | «Началось уже»                      | А. Бутузов          | 3:25         |
| 3.                  | «Про бег»                           | А. Бутузов          | 4:29         |
| 4.                  | «Звон»                              | А. Слизунов         | 4:39         |
| 5.                  | «Народная» (музыка народная)        | Народные            | 4:37         |
| 6.                  | «Если желанья бегут словно тени...» | В. Соловьёв         | 2:51         |
| 7.                  | «Чёлочки, косички»                  | А. Бутузов          | 4:23         |
| 8.                  | «Уйти из дома»                      | А. Бутузов          | 5:13         |
| 9.                  | «Интернационал»                     | А. Бутузов          | 3:58         |
| Общая длительность: | Общая длительность:                 | Общая длительность: | 38:50        |

### «Я знаю» (1994)
В оригинальном CD-издании альбома, выпущенном на лейбле RDM, темп композиций был изменён по сравнению с экземпляром от K&M. Вследствие этого отличались их длительность и тональность. На стриминговых сервисах треки публикуются уже с первоначальным темпом. В данной редакции от «СВ» заменена всего одна песня.
| №                   | Название               | Текст песни         | Музыка              | Длительность |
| ------------------- | ---------------------- | ------------------- | ------------------- | ------------ |
| 1.                  | «Я знаю»               | А. Бутузов          | А. Сапунов          | 5:49         |
| 2.                  | «Началось уже»         | А. Бутузов          | А. Сапунов          | 3:48         |
| 3.                  | «Бег» («Про бег»)      | А. Бутузов          | А. Сапунов          | 5:06         |
| 4.                  | «Звон»                 | А. Слизунов         | А. Сапунов          | 5:08         |
| 5.                  | «Русская» («Народная») | Народные            | Народная            | 5:06         |
| 6.                  | «Пили и курили»        | Ю. Левитанский      | А. Чиненков         | 5:21         |
| 7.                  | «Чёлочки, косички»     | А. Бутузов          | А. Сапунов          | 4:51         |
| 8.                  | «Уйти из дома»         | А. Бутузов          | А. Сапунов          | 5:45         |
| 9.                  | «Интернационал»        | А. Бутузов          | А. Сапунов          | 4:25         |
| Общая длительность: | Общая длительность:    | Общая длительность: | Общая длительность: | 45:19        |

## Участники записи
- Андрей Сапунов – вокал, бас-гитара, бэк-вокал (6)[7]
- Вадим Голутвин – гитара
- Александр Чиненков – труба, перкуссия, бэк-вокал, вокал (6)
- Андрей Миансаров – клавишные
- Анатолий Абрамов – ударные
- Александр Бутузов – констатация факта (2)

Альбом записан и сведён на студии театра «Ленком» в 1991 году.
- Валерий Андреев – звукорежиссёр
- Вадим Голутвин – сведение
- Александр Чиненков – продюсер издания 1994 года

Песня «Если желанья бегут словно тени...» записана и сведена на студии МХАТ имени А.П. Чехова в 1990 году.
- Андрей Сапунов – вокал, бас-гитара, гитара
- Андрей Миансаров – клавишные
- Игорь Клименков – звукорежиссёр